# Cornimont
Cornimont är en kommun i departementet Vosges i regionen Grand Est (tidigare regionen Lorraine) i nordöstra Frankrike. Kommunen ligger i kantonen Saulxures-sur-Moselotte som tillhör arrondissementet Épinal. År 2022 hade Cornimont 3 037 invånare.

## Befolkningsutveckling
Antalet invånare i kommunen Cornimont
| Referens: INSEE |